# Prolongement par continuité
En analyse mathématique, le prolongement par continuité d’une fonction est une extension de son domaine de définition par des points voisins, en lesquels les valeurs sont définies par des limites finies de la fonction. La nouvelle fonction ainsi définie est classiquement notée avec la même lettre seule (par abus de notation) ou surmontée d’un tilde.
Une fonction est donc prolongeable par continuité en un point extérieur à son domaine de définition si elle admet une limite finie en ce point. Pour une fonction réelle d'une variable réelle, cette propriété assure notamment son intégrabilité en ce point.
Par exemple, la fonction sinus cardinal, notée sinc, est le prolongement par continuité de la fonction {\displaystyle f} définie sur {\displaystyle \mathbb {R} ^{*}} par 
{\displaystyle \forall x\in \mathbb {R} ^{*},\quad f(x)={\frac {\sin(x)}{x}}}.
en posant 
{\displaystyle \forall x\in \mathbb {R} ,\quad \operatorname {sinc} (x)={\begin{cases}f(x)={\frac {\sin(x)}{x}}&{\text{si }}x\neq 0\\1&{\text{si }}x=0\end{cases}}}
La fonction sinc ainsi définie est bien continue en 0 car
{\displaystyle f(x)={\frac {\sin(x)}{x}}{\underset {x\to 0,\ x\neq 0}{\longrightarrow }}1=\operatorname {sinc} (0).}
Autrement dit, on a prolongé {\displaystyle f} par continuité en 0 par la valeur 1.
Toute fonction Cauchy-continue à valeurs réelles ou complexes (ou plus généralement dans n’importe quel espace complet) est prolongeable par continuité à l’adhérence de son domaine de définition. Cette propriété permet notamment de justifier l’existence de certaines courbes fractales.